# بيرت ودروف
بيرت ودروف (بالإنجليزية: Bert Woodruff)‏ هو ممثل أمريكي، ولد في 29 أبريل 1856 في بيوريا في الولايات المتحدة، وتوفي في 14 يونيو 1934 في لوس أنجلوس في الولايات المتحدة.

## أعمال

### أفلام
- (1931) المذنبون المرحون

## وصلات خارجية
- بيرت ودروف على موقع IMDb (الإنجليزية)
- بيرت ودروف على موقع قاعدة بيانات الفيلم (الإنجليزية)